# Bombardement de Bari
 (novembre 2021).
La mise en forme du texte ne suit pas les recommandations de Wikipédia : il faut le « wikifier ».
Les points d'amélioration suivants sont les cas les plus fréquents. Le détail des points à revoir est peut-être précisé sur la page de discussion.
- Les titres sont pré-formatés par le logiciel. Ils ne sont ni en capitales, ni en gras.
- Le texte ne doit pas être écrit en capitales (les noms de famille non plus), ni en gras, ni en italique, ni en « petit »…
- Le gras n'est utilisé que pour surligner le titre de l'article dans l'introduction, une seule fois.
- L'italique est rarement utilisé : mots en langue étrangère, titres d'œuvres, noms de bateaux, etc.
- Les citations ne sont pas en italique mais en corps de texte normal. Elles sont entourées par des guillemets français : « et ».
- Les listes à puces sont à éviter, des paragraphes rédigés étant largement préférés. Les tableaux sont à réserver à la présentation de données structurées (résultats, etc.).
- Les appels de note de bas de page (petits chiffres en exposant, introduits par l'outil «  Source ») sont à placer entre la fin de phrase et le point final[comme ça].
- Les liens internes (vers d'autres articles de Wikipédia) sont à choisir avec parcimonie. Créez des liens vers des articles approfondissant le sujet. Les termes génériques sans rapport avec le sujet sont à éviter, ainsi que les répétitions de liens vers un même terme.
- Les liens externes sont à placer uniquement dans une section « Liens externes », à la fin de l'article. Ces liens sont à choisir avec parcimonie suivant les règles définies. Si un lien sert de source à l'article, son insertion dans le texte est à faire par les notes de bas de page.
- La présentation des références doit suivre les conventions bibliographiques. Il est recommandé d'utiliser les modèles {{Ouvrage}}, {{Chapitre}}, {{Article}}, {{Lien web}} et/ou {{Bibliographie}}. Le mode d'édition visuel peut mettre en forme automatiquement les références.
- Insérer une infobox (cadre d'informations à droite) n'est pas obligatoire pour parachever la mise en page.

Pour une aide détaillée, merci de consulter Aide:Wikification.
Si vous pensez que ces points ont été résolus, vous pouvez retirer ce bandeau et améliorer la mise en forme d'un autre article.
Seconde Guerre mondiale
Le bombardement de Bari fut une attaque aérienne lancée par la Luftwaffe contre l'armée navale adversaire dans le port de Bari, ville occupée par les forces britanniques le 11 septembre 1943 après l'invasion de l'Italie continentale, pendant la campagne d'Italie de la Seconde Guerre mondiale. Le soir du 2 décembre 1943, 105 bombardiers Junkers Ju 88 faisant partie de la Luftflotte 2 allemande bombardèrent les navires cargo ancrés au port ; l'attaque causa de grosses pertes pour les Alliés qui n'avaient pas subi une attaque aérienne surprise aussi efficace dans un port depuis l'attaque japonaise de Pearl Harbor.
Le but de l'attaque fut l'indisponibilité du port, dans lequel la plus grande partie des provisions pour les troupes de la huitième armée britannique affluaient. Huit navires cargo furent gravement endommagés et 17 navires coulèrent, les épaves bloquèrent le port pendant trois semaines. Les Anglo-américains ont dû ralentir l'offensive et entamer la construction des installations aéroportuaires de Foggia. Pendant l'attaque, le navire SS John Harvey fut endommagé. Ce navire transportait une grande quantité de bombes avec du gaz moutarde qui contaminèrent l'eau du port.

## Antécédents
Compte tenu de l’invasion imminente dans le sud de l’Italie, l'aviation anglo-américaine avait épargné le port de Bari, considéré comme stratégique pour des futurs centres d'approvisionnement de fournitures pour la 8e armée anglaise et les avions alliés. En effet les Alliés étaient en train de construire des aéroports dans la zone de Foggia et ailleurs dans la région. Cette décision a été prise en vue de l'offensive aérienne des Alliés contre les centres industriels de l'Allemagne du Sud et contre les lignes d'approvisionnement allemandes en Italie : l'utilisation immédiate des aéroports et des ports dans la région de Foggia était considérée, par les généraux des Alliés, de grande importance. Il a été décidé que les opérations d’approvisionnement de Salerno devaient laisser la place aux exigences posées par la construction de ce complexe de grandes bases aériennes dans la région de Foggia. Le transport des bombardiers lourds requiert un navire égal à celui nécessaire pour transférer deux divisions, et pour les garder opérationnels il y avait besoin d'une quantité de fournitures qui étaient suffisantes pour la 8e armée.
Le 1er décembre 1943, la 15e flotte aérienne, juste créée, installa son quartier général à Bari, sous le commandement du général James H. Doolittle. Celui-ci s’installa au bord de mer dans un élégant bâtiment autrefois utilisé par l’armée aérienne italienne. Doolittle avait le rôle d’intensifier les bombardements aériens contre des cibles stratégiques en Allemagne telles que les usines d’avions et des raffineries, jusque-là cibles des bombardiers alliés qui décollaient des bases situées dans le sud de la Grande-Bretagne. Or les bases en Italie auraient considérablement facilité ces opérations de bombardement, compte tenu de la plus petite distance à parcourir par les bombardiers situés dans la région de Foggia, et des conditions météo souvent plus favorables en Italie par rapport à la Grande-Bretagne. Beaucoup de moyens furent donc concentrés à Foggia et ses alentours, aux dépens de Bari.
En outre, depuis le début des opérations alliées en Italie, les avions alliés avaient aussi le contrôle total de la zone italienne : les bombardiers allemands à longue portée avaient accompli seulement huit raids en Italie depuis la mi-octobre, dont quatre contre Naples. Près des trois quarts des avions de la Luftwaffe avaient été transférés vers l’Allemagne pour la défense du Reich, alors que les bombardiers alliés avaient augmenté la pression contre les aéroports ennemis. Rassuré par cette situation, dans l’après-midi du 2 décembre 1943, le maréchal de l’air sir Arthur Coningham, commandant de la Northwest African Tactical Air Force, tint une conférence de presse où il déclara que les Allemands avaient perdu la guerre aérienne et ajouta : « je considérerais comme une insulte personnelle que l’ennemi essaierait une action significative dans cette zone. »
La défense aérienne de Bari a été par conséquent négligée : aucun escadron d'avions de la RAF n’avait une base à cet endroit et les combattants qui étaient dans la zone ont été assignés à l'escorte d'autres transports ou en missions d'attaque, mais pas pour la défense du port ; enfin, les défenses terrestres étaient tout à fait insuffisantes. Le commandement de la Luftwaffe avait l’intention de perturber et ralentir les fournitures des Alliés qui atteignaient le port de Bari : une attaque contre des navires amarrés dans le port avait depuis longtemps été prévue, attendant le bon moment pour le faire : ce moment fut fixée pour le début de décembre, quand la lune donnerait une visibilité suffisante aux pilotes.
Le 2 décembre plusieurs dizaines de navires alliés se trouvaient dans le port de Bari ; en raison du peu d'heures de lumière du jour disponibles en décembre, le port était illuminé afin d’accélérer le déchargement des fournitures après le coucher du soleil et ses installations fonctionnaient à pleine capacité.
Parmi les navires ancrés dans le port, était amarrée le John Harvey, de la classe Liberty ship, commandé par le capitaine Knowles/ Le cargo était arrivé quatre jours plus tôt après un long voyage commencé à Baltimore et qui s’était poursuivi avec des escales à Norfolk, Oran et Augusta. Comme des U-boot allemands étaient présents dans l’Adriatique, des chercheurs ont conclu que « le navire était dans l’endroit le plus sûr qu’il pouvait trouver à ce moment-là ». Comme d'autres, le navire attendait au port pour décharger son contenu : mais cachées dans la cargaison, se trouvaient 1 350 tonnes de bombes aérienne M47 contenant une substance toxique, communément appelé gaz moutarde. Ce gaz avait été envoyé dans le plus grand secret au cas où les Allemands, en pleine déroute, ne se mettent à utiliser cette arme contre les troupes Alliées, pour riposter. Bien que plusieurs agents étaient au courant de la cargaison inhabituelle et dangereuse, la priorité fut donnée à d’autres navires transportant des fournitures médicales et des munitions conventionnelles et le John Harvey attendait sur le quai à côté de quatorze autres navires.

## L'attaque aérienne allemande
À 17 h 30, alors que la plus grande partie des soldats alliés étaient en train de dîner, un convoi arriva au port de Bari, entraînant une hausse du nombre de navires amarrés à presque quarante navires. Pendant ce temps, au cours d’un vol de reconnaissance au-dessus de la région de Bari, le pilote allemand Werner Hahnd, à bord de l’avion de reconnaissance Messerschmitt Me 210, volant à haute altitude, a repéré plus de 40 navires ancrés. Le maréchal Albert Kesselring, commandant allemand en Italie, avec son personnel avait auparavant considéré comme des possibles cibles les aérodromes alliés à Foggia, mais la Luftwaffe n’avait pas les ressources nécessaires pour attaquer avec succès un tel grand complexe. Le Generalfeldmarschall Wolfram von Richthofen, commandant de la Luftflotte 2 suggéra comme alternative Bari. Richthofen croit qu'en paralysant le port il pourrait relâcher la pression de la 8e armée britannique contre les forces allemandes et en même temps paralyser temporairement le déchargement des fournitures dans le port. Il signala à Kesselring que les seuls avions disponibles étaient ses bombardiers Junkers Ju 88 et qu'il pouvait en rassembler 150 pour le raid. Mais seulement après le rapport de l’avion de reconnaissance allemand 105 Ju 88 ils étaient disponibles pour l’action, qui fut immédiatement initiée.
À 19 h 30 dans son bureau, Doolittle perçut le bruit des avions, mais ce n’étaient pas des C-47 comme il pensait, mais les deux premiers commandos de la Luftwaffe qui lancèrent des boîtes remplies de bandes d'aluminium, que les alliés appelaient Window (fenêtre) et les Allemands Düppel (triche), qui ont servi à détourner les radars. La plupart des avions allemands décollèrent de cinq aéroports dans le Nord de l'Italie (y compris Orio al Serio et Ronchi dei Legionari), alors que certains provenaient de deux aéroports près d’Athènes. Les pilotes des bombardiers reçurent l’ordre de voler vers l’est jusqu'à environ 30 miles au nord de Bari, où à 19h25 toute la flotte se réunit, en ce lieu tous les avions se dirigèrent vers le sud-ouest et atteignirent la ville en volant à très basse altitude pour échapper aux radar ennemis. Pour raisons techniques 17 unités abandonnèrent la route dans l’Adriatique, ce qui donne un total de 88 appareils qui ont réellement participé à la phase finale de l’attaque.
La flotte compacte arriva près de la digue du port de Bari ; le stratagème de dissimulation des radars fonctionna parfaitement, grâce au fait que le radar principal, celui qui aurait dû en premier lancer l'alarme et se trouvait sur le toit du teatro Piccinni dans via Vittorio Emanuele, ne fonctionnait pas depuis des jours. Les avions britanniques, qui, comme tous les jours, étaient envoyés patrouiller le ciel crépusculaire, étaient déjà revenus tandis que les commandes alliées avaient imposé à l’artillerie navale de ne faire feu qu'en situation d'attaque. Cet ensemble de facteurs favorables permit aux vingt premiers bombardiers Junkers Ju 88, dirigés par les lumières du port, d'atteindre les objectifs à cinquante mètres de hauteur. Les premières bombes tombèrent dans le centre-ville et tuèrent des soldats et des civils près de l’hôtel Corona. D'autres bombes déchirèrent les pipelines de carburant du port, et le pétrole se répandit partout ; un côté du navire Joseph Wheeler fut éventré par une bombe, alors qu’une explosion détruisit le pont du John Bascom. Les produits chimiques utilisés en médecine présents dans ce navire prirent rapidement feu, tout comme les amarres, ce qui entraîna une collision entre ce navire et le John l. Motley, avec une cargaison de 5 000 tonnes de munitions, qui avait déjà été touché par une bombe à la cinquième porte. Le Motley en flammes explosa alors et entraîna la mort de tout l'équipage qui comptait 64 membres. L’explosion démolit le flanc gauche du Bascom, alors qu’une bombe explosa sur le pont du marchand britannique Fort Athabaska, tuant 45 des 55 membres d’équipage.
Le Liberty Samuel J. Tilden, touché par un engin explosif dans la salle des machines et ensuite mitraillé depuis un avion allemand, coula à cause d'une torpille lancée par un navire britannique pour éviter que le feu ne se répande aux autres navires de fret, alors que le cargo polonais Lwów fut touché par deux bombes et prit rapidement feu. Environ une demi-heure plus tard, le dernier avion allemand lâcha sa charge de bombes et retourna vers le Nord, mettant fin à l’attaque : le marin Warren Brandenstein indiqua que : « Le port était en flammes, la surface de l’eau brûlait et les navires en flammes explosaient » . Dans un premier temps, le vent soufflait dans la direction opposée à la ville, ce qui facilitait l'évacuation de la population, mais bientôt le vent changea de direction ; la zone autour du port a été envahie par la fumée. En outre, la mer fut envahie par les flammes vu que le carburant des navires et d'autres combustibles brulaient sur sa surface ; beaucoup de marins moururent en essayant de revenir sur la terre ferme.
Le John Harvey, dont la cargaison contenait du gaz moutarde, fut aussi touché et explosa quelques instants après l’explosion de la Motley, tuant le commandant et 77 hommes. La violence de l’explosion de Harvey entraîna aussi le naufrage du navire de transport Testbank, tuant 70 autres marins, et déchira ensuite les portes du navire américain Aroostook, chargé de 19 000 barils de carburant. Les explosions déchirèrent le ciel nocturne et on pouvait voir le feu qui brulait les navires et les débris en flammes qui étaient dispersés partout dans le port. Même les vitres du siège de Harold Alexander se brisèrent, qui se trouvait à douze kilomètres de distance du port, et les tuiles s'envolaient des toits. Le jeune officier George South qui travaillait à bord du HMS Zetland, après la guerre, rappela dans son livre Poisonus Inferno : « il me semblait exploser, brûler à l’intérieur », alors qu’un marin britannique sur le Vulcan vit : « des centaines d'hommes qui nageaient désespérément et qui coulaient en criant et en demandant de l'aide » .
Des centaines de civils moururent à cause d'effondrements pendant qu'ils couraient pour s’abriter, tandis que les marins des navires marchands et les dockers italiens gisaient morts le long de la digue ou flottaient dans l’eau imprégnée d’huile. Au total 17 navires coulèrent et huit navires furent gravement endommagés. Ce jour-là les Alliés subirent « la plus dévastatrice attaque surprise après Pearl Harbor » comme l'écrivit à la mi-décembre The Washington Post. Probablement seulement 2 avions allemands furent abattus, un tomba dans les eaux du vieux port. Le signal de fin d'alerte fut donné à 23 heures.

## Conséquences
Le port est resté fermé pendant trois semaines et ne fut complètement restauré qu'en février 1944. Les sous-marins alliés basés à Bari n'ont cependant pas été endommagés.
| Nom              | Pays        | Type              | Notes                                          |
| ---------------- | ----------- | ----------------- | ---------------------------------------------- |
| Ardito           | Italie      | Dragueur de mines | 3 732 tonneaux de jauge                        |
| Aube             | France      | navire de charge  | 1 055 tonneaux de jauge                        |
| Barletta         | Italie      | navire de charge  | 1 975 tonneaux de jauge - 44 marins sont morts |
| Bollsta          | Norvège     | navire de charge  | 1 832 tonneaux de jauge                        |
| Devon Coast      | Royaume Uni | navire côtier     | 646 tonneaux de jauge                          |
| Fort Athabaska   | Canada      | Liberty ship      | 7 132 tonneaux de jauge                        |
| Fort Lajoie      | Canada      | Liberty ship      | 7 134 tonneaux de jauge                        |
| Frosinone        | Italie      | navire de charge  | 5 202 tonneaux de jauge                        |
| Genespesca II    | Italie      | navire de charge  | 1 628 tonneaux de jauge                        |
| John Bascom      | États-Unis  | Liberty ship      | 7 172 tonneaux de jauge - 10 marins sont morts |
| John Harvey      | États-Unis  | Liberty ship      | 7 177 tonneaux de jauge                        |
| John L. Motley   | États-Unis  | Liberty ship      | 7 176 tonneaux de jauge - 30 marins sont morts |
| Joseph Wheeler   | États-Unis  | Liberty ship      | 7 176 tonneaux de jauge - 41 marins sont morts |
| Lars Kruse       | Royaume Uni | navire de charge  | 1 807 tonneaux de jauge - 19 marins sont morts |
| Lom              | Norvège     | navire de charge  | 1 268 tonneaux de jauge - 4 marins sont morts  |
| Luciano Orlando  | Italie      | navire de charge  |                                                |
| Lwów             | Pologne     | navire de charge  | 1 409 tonneaux de jauge                        |
| MB 10            | Italie      | torpilleur        |                                                |
| Norlom           | Norvège     | navire de charge  | 6 412 tonneaux de jauge - 6 marins sont morts  |
| Porto Pisano     | Italie      | navire côtier     | 226 tonneaux de jauge                          |
| Puck             | Pologne     | navire de charge  | 1 065 tonneaux de jauge                        |
| Samuel J. Tilden | États-Unis  | Liberty ship      | 7 176 tonneaux de jauge                        |
| Testbank         | Royaume Uni | navire de charge  | 5 083 tonneaux de jauge - 70 marins sont morts |
| Volodda          | Italie      | navire de charge  | 4 673 tonneaux de jauge                        |

| Nom               | Pays        | Type                    | Notes                   |
| ----------------- | ----------- | ----------------------- | ----------------------- |
| Argo              | Italie      | navire cargo            | 526 tonneaux de jauge   |
| Bicester          | Royaume Uni | navire de charge        | 1 050 tonneaux de jauge |
| Brittany Coast    | Royaume Uni | navire de charge        | 1 389 tonneaux de jauge |
| Crista            | Royaume Uni | navire de charge        | 1 389 tonneaux de jauge |
| Dagö              | Lettonie    | navire de charge        | 1 996 tonneaux de jauge |
| Grace Abbott      | États-Unis  | Liberty ship            | 7 191 tonneaux de jauge |
| John M. Schofield | États-Unis  | Liberty ship            | 7 181 tonneaux de jauge |
| Lyman Abbott      | États-Unis  | Liberty ship            | 7 176 tonneaux de jauge |
| Odysseus          | Pays-Bas    | navire de charge        | 1 057 tonneaux de jauge |
| Vest              | Norvège     | navire de charge        | 5 074 tonneaux de jauge |
| Vienna            | Royaume Uni | navire de charge        | 4 227 tonneaux de jauge |
| HMS Zetland       | Royaume Uni | Classe Hunt (destroyer) |                         |

Au total, 628 victimes militaires ont été hospitalisées pour des symptômes de gaz moutarde et, à la fin du mois, 83 d'entre elles étaient décédées. Le nombre de victimes civiles, que l'on croyait encore plus élevé, n'a pas pu être évalué avec précision puisque la plupart avaient quitté la ville pour se réfugier chez des proches.
Concernant les blessures des victimes, une enquête a été confiée à un jeune lieutenant-colonel de l'armée américaine qui comprend que le mal dont souffre les 600 marins rescapés a été provoqué par le gaz moutarde. Il constate un taux de globules blancs très faible, et suggère que, si le gaz moutarde peut détruire ces cellules, il pourrait être utilisé contre des cellules cancéreuses, ce qui marque les débuts de la chimiothérapie. Un dérivé du gaz moutarde va être utilisé contre la maladie de Hodgkin.